# Alexia Vassiliou

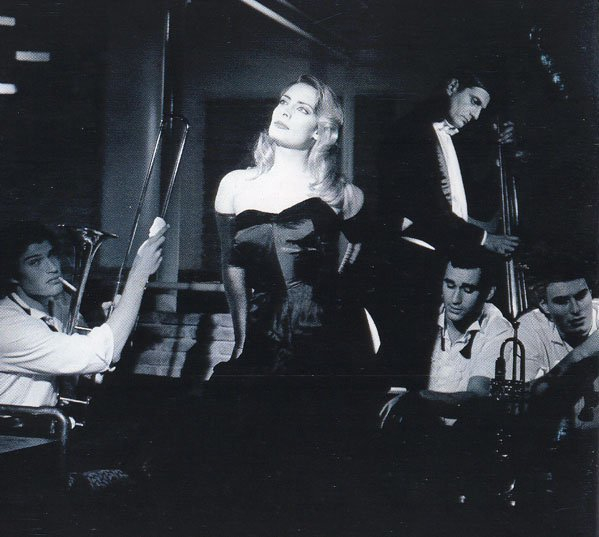
Alexia Vassiliou (1993)

Alexia Vassiliou oder kurz: Alexia (griech: Αλέξια Βασιλείου, * 5. Februar 1964 in Famagusta) ist eine zyprische Pop- und Jazzsängerin.

## Leben und Wirken
Vassilious erster großer Auftritt war als Mitglied der Gruppe Island beim Eurovision Song Contest 1981, der der Gruppe den sechsten Platz brachte. 1982 nahm sie den Song I am Siam auf, der in die US-Charts einstieg. Alexia ging im selben Jahr nach Boston, wo sie am Berklee College of Music studierte. Nach ihrem Abschluss 1985 war sie zwei Jahre in der Jazz- und Fusionszene von New York City aktiv und sang bei der Band Axioum.
Ihren zweiten Auftritt beim europäischen Schlagerfestival hatte sie beim Concours Eurovision de la Chanson 1987 in Brüssel. Hier erreichte sie mit dem Popsong Aspro mavro den siebten Platz. Von ihrem Debütalbum Alexia, das 1988 erschien, wurden in Griechenland mehr als 500.000 Exemplare verkauft.
Mehr als zwanzig Alben erschienen bislang und haben teilweise Gold- oder Platin-Status; neben Popmusik veröffentlichte sie auch Jazz- und improvisierte Musik sowie Interpretationen mit klassischen Orchester-Arrangements. Sie arbeitete auch mit Mikis Theodorakis, Chick Corea, Andreas Vollenweider oder Milva.